# 新艺术运动与装饰艺术博物馆
40°57′34.74″N 5°40′0.62″W / 40.9596500°N 5.6668389°W

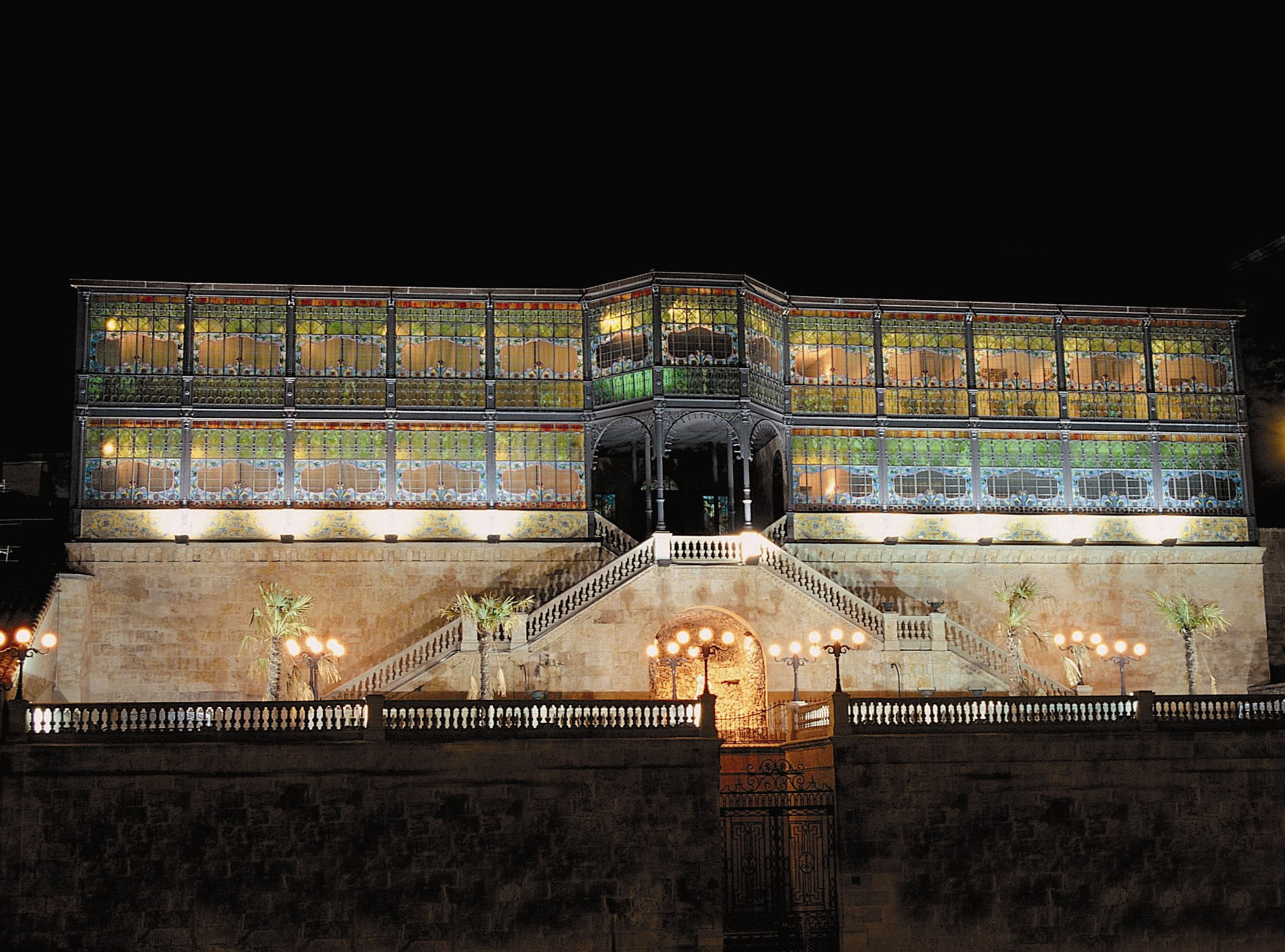
利斯之家

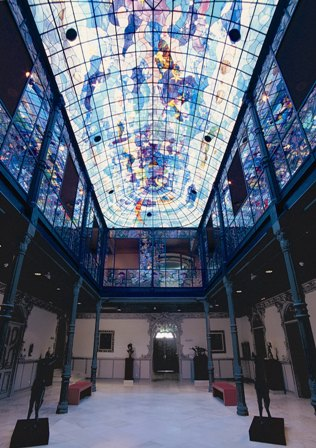
内部

新艺术运动与装饰艺术博物馆（Museo de Art Nouveau y Art Déco）设于西班牙城市萨拉曼卡的历史建筑利斯之家（Casa Lis），是一座专门展出新艺术运动与装饰艺术作品的博物馆，1995年开幕。